# 車承秀
車承秀（차승수，1940年—），北韓政治家，官至朝鮮中央廣播委員會委員長、朝鮮勞動黨中央委員會委員及最高人民會議代議員。

## 生平
車承秀出生於慈江道和坪郡，後在金日成綜合大學畢業。1960年代，他是朝鮮中央廣播委員會的作家。1977年，他晉升為該委員會的廣播文藝局副局長。5年後，再升為副委員長。1991年，兼任電視局局長。1998年，他被任命為北韓-古巴親善委員會副委員長，並首度當選為最高人民會議的代議員。2000年，他被提拔為朝鮮中央廣播委員會委員長。兩年後獲金日成勛章。
2003年，車承秀連任為最高人民會議代議員。2009年，他第三度當選。同年7月，他因通過朝鮮中央電視台播出具資本主義意識的大同江牌啤酒廣告而被時任最高領導人金正日罷免，但在僅僅一個月後就復職。翌年，他入選為黨中央委員會委員。2011年中旬，他曾兩度出訪中國，與該國的國家廣播電影電視總局副局長李偉等人會見。同年12月，金正日離世，車承秀被繼任人金正恩列為治喪委員會的成員之一。翌年，他獲金正日勳章。2014年2月，成為新一任的朝鮮記者同盟委員長。

## 資料來源
1. 1 2 3  .   [2014-02-07]. （原始内容存档于2019-07-22）.
2. 1 2 3 4 5  .   [2014-02-07]. （原始内容存档于2021-06-21）.
3. ↑  "金正日想不起來自己曾下令罷免中央放送委員長" 《中央日報》 2010 8 9
4. ↑  "刘洪才大使会见朝鲜广播委员会委员长一行" （页面存档备份，存于） 2011 4 22
5. ↑  李伟会见朝鲜广播电视委员会委员长[永久] 2011 8 17
6. ↑  "北 기자동맹 위원장 차승수로 교체 확인" （页面存档备份，存于） 《fnnews》 2014 2 28